# Platyseiella acuta
Platyseiella acuta är en spindeldjursart som beskrevs av Ehara 2002. Platyseiella acuta ingår i släktet Platyseiella och familjen Phytoseiidae. Inga underarter finns listade i Catalogue of Life.